# منتخب إسكتلندا لكرة الطائرة للسيدات
منتخب اسكتلندا الوطني لكرة الطائرة للسيدات هو ممثل اسكتلندا الرسمي في المنافسات الدولية في كرة طائرة للسيدات.